# Scott-Russell-Gestänge

Scott-Russell-Gestänge:Das linke Ende der blauen Stange bewegt sich auf einer Geraden

Ein Scott-Russell-Gestänge ist ein ebener Geradeführungsmechanismus ähnlich einem Watt-Gestänge.
Es besteht aus zwei Lenkern: der eine ist drehbar an einem festen Punkt und in der Mitte des zweiten, doppelt so langen gelagert. Dieser ist an einem Ende linear beweglich geführt, das andere Ende kann sich dann nur längs einer Geraden bewegen. Die Bewegungsrichtungen stehen senkrecht zueinander.
Das Scott-Russell-Gestänge wird unter anderem in Autos als Querführung bei starren Hinterachsen verwendet. Der eine Lenker ist drehbar am Fahrgestell und seitlich beweglich an der Achse angelenkt, der kurze Lenker verbindet die Achse und die Mitte des langen Lenkers. Die Konstruktion wirkt wie ein Panhardstab ohne seitlichen Versatz und ist dabei kompakter und leichter als ein Wattgestänge mit seinen beiden am Fahrgestell weit auseinanderliegenden Fixpunkten.

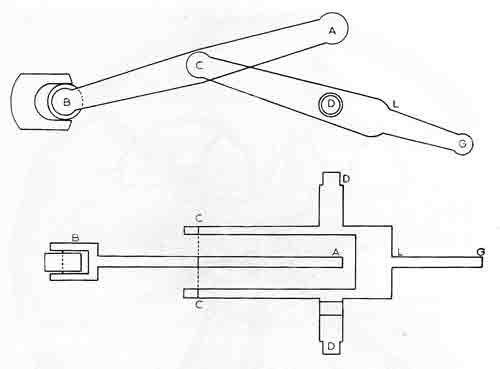
Zeichnung aus British Patent 2741, 17. November  1803
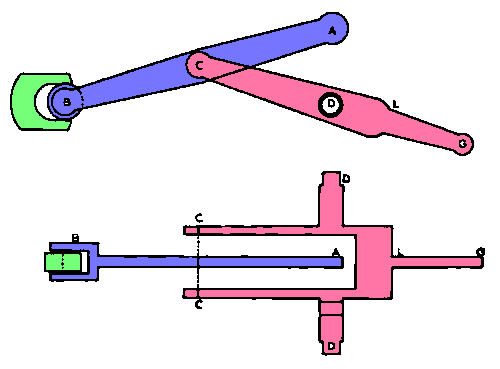
Zeichnung eingefärbt zur Illustration
Animation